# Idioma erzya
El erzya (э́рзянь кель, érzyañ kel) es un idioma urálico hablado por 500.000 personas al norte, este y noroeste de la República de Mordovia y las regiones adyacentes de Nizhni Nóvgorod, Chuvasia, Penza, Samara, Sarátov, Oremburgo, Uliánovsk, Tartaristán y Baskortostán en Rusia. También se habla en la diáspora —en Armenia, Estonia, Kazajistán y otras antiguas repúblicas soviéticas centroasiáticas— a causa de la emigración de sus hablantes a estas áreas. El erzya se escribe en alfabeto cirílico sin modificaciones de la variante usada en el idioma ruso. En Mordovia, el erzya es cooficial con el moksha y el ruso.
El erzya está cercanamente emparentado con el moksha, pero es distinto en la fonética, morfología y vocabulario. 
| Código SIL | ISO 639-2 |
| ---------- | --------- |
| MYV        | myv       |

Alfabeto: А/а, Б/б, В/в, Г/г, Д/д, Е/е, Ё/ё, Ж/ж, З/з, И/и, Й/й, К/к, Л/л, М/м, Н/н, О/о, П/п, Р/р, С/с, Т/т, У/у, Ф/ф, Х/х, Ц/ц, Ч/ч, Ш/ш, Щ/щ, Ъ/ъ, Ы/ы, Ь/ь, Э/э, Ю/ю, Я/я